# Elenco de Rookie Blue

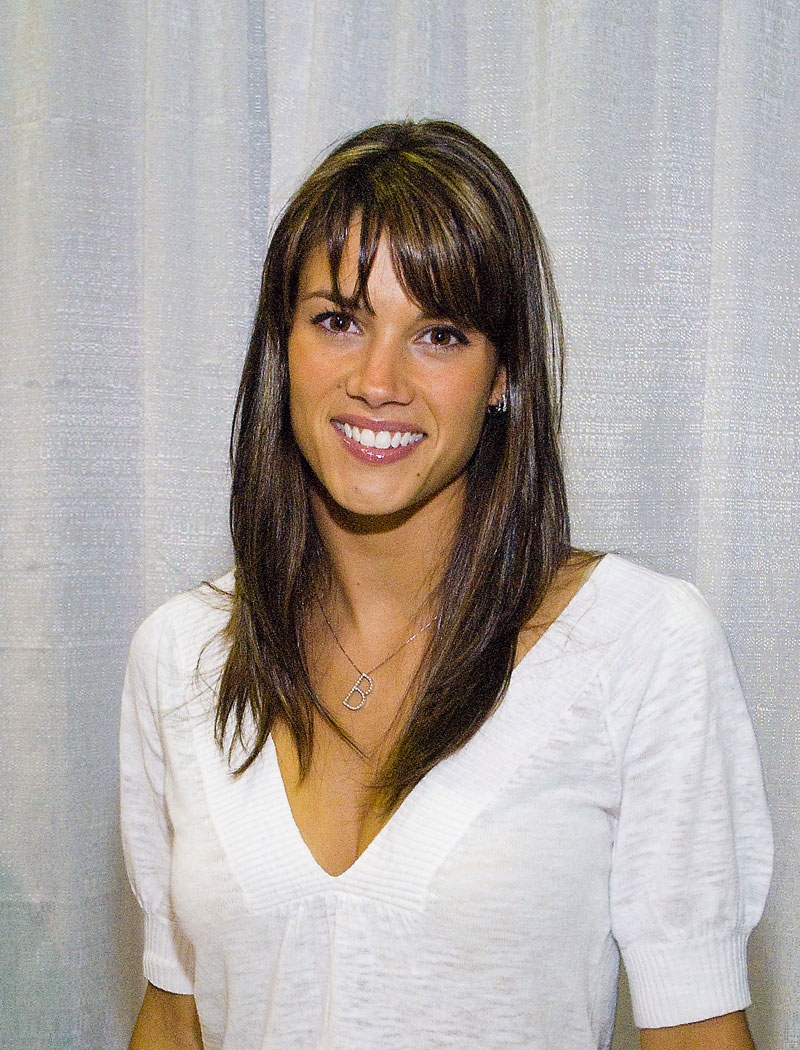
Missy Peregrym, que interpreta Andy McNally.

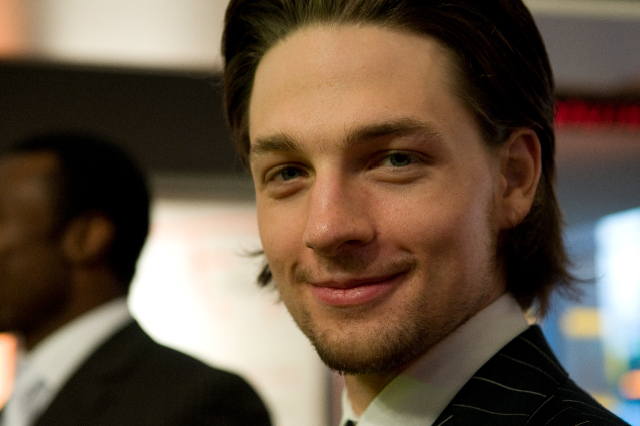
Gregory Smith, que interpreta Dov Epstein.

Este anexo lista o elenco da série de televisão canadense Rookie Blue. A série conta com cinco personagens principais e um elenco de apoio, sendo protagonizada por Missy Peregrym, no papel de Andy McNally.

## Elenco

### Elenco Principal
| Personagem   | Ator(iz)           | Descrição                                                                                      | Ref   |
| ------------ | ------------------ | ---------------------------------------------------------------------------------------------- | ----- |
| Andy McNally | Missy Peregrym     | Como uma novata no Distrito 15 de polícia, Andy McNally é a personagem principal da série.     | [ 1 ] |
| Traci Nash   | Enuka Okuma        | É a melhor amiga de Andy e a única do grupo que não freqüentou a faculdade.                    | [ 2 ] |
| Chris Diaz   | Travis Milne       | O mais organizado do grupo, está sempre com o uniforme impecável e segue ordens perfeitamente. | [ 3 ] |
| Gail Peck    | Charlotte Sullivan | É apaixonada por Chris Diaz e vem de uma longa linhagem de policiais.                          | [ 4 ] |
| Dov Epstein  | Gregory Smith      | É obcecado pelo trabalho de policial desde criança, mas sua família, hippie, desaprova.        | [ 5 ] |

### Elenco de apoio
- Aaron Abrams como Donovan Boyd
- Ben Bass como Sam Swarek
- Lyriq Bent como Frank Best
- Eric Johnson como Luke Callaghan
- Matt Gordon  como Oliver Shaw
- Noam Jenkins como Jerry Barber
- Melanie Nicholls-King como Noelle Williams